# Amerigo Ruggiero
Amerigo Ruggiero (Grottole, 31 luglio 1878 – Grassano, 4 dicembre 1959) è stato un giornalista, scrittore, veterinario e chirurgo italiano, corrispondente dagli USA per La Stampa, il Giornale di Sicilia, La Nazione, Il Messaggero e Corriere della Sera.

## Biografia
Amerigo Ruggiero, primo di cinque fratelli, nasce da Letizia Tortorelli, di Grassano (MT) e da Domenico, medico-chirurgo, a Grottole (MT), dove frequenta le due prime classi elementari. La famiglia si trasferisce poi a Grassano (MT), dove Amerigo completa la scuola elementare e in seguito studia al Regio Liceo-Ginnasio "Salvator Rosa" di Potenza, che nel 1935 diventerà il Liceo Classico "Quinto Orazio Flacco". È un giovane intelligente e riflessivo, intellettualmente curioso, coltiva fin da piccolo la sua passione per la lettura e la scrittura.
Forse per volontà del padre, si laurea in Medicina e Chirurgia all'Università "Federico II" di Napoli ed in seguito in Veterinaria. A Napoli si avvicina al Partito Socialista Italiano, di cui diventa militante: sogna di fare la rivoluzione, opera per farla scoppiare, viene ricercato dalla polizia e si rifugia presso il gruppo anarchico dei minatori di Massa Carrara, dove rimane qualche tempo. Collabora, assieme ad altri anarchici, tra cui Errico Malatesta, già esule da Londra e Pietro Gori, allora appena rientrato da Buenos Aires dopo un'amnistia, al periodico anarchico-libertario Armonia: Rassegna settimanale di Scienze, Lettere e Arti stampato a Napoli, per i Tipi di Mentella nel 1902, diretto da Raffaele Valente, che esce in soli quattro numeri. Processato, è condannato il 31 Marzo 1903 per complicità in violazione alla legge sulla stampa, è detenuto politico a Roma, anche per i suoi scritti fortemente anti-clericali. All'età di 29 anni, nel 1907, emigra a New York, dove raggiunge suo fratello Amedeo, che è farmacista. Lì conosce il direttore del giornale "Il progresso italo-americano" Carlo Barsotti, che lo aveva fondato nel 1879 e che lo diresse fino al 1928. Amerigo Ruggiero collabora con questo giornale e con le riviste "Italoamericani" e "Divagando".
Perfeziona, da autodidatta, la conoscenza della lingua francese ed impara lo spagnolo ed il tedesco, cosa che, unita alla sua particolare capacità di travestimento, lo facilita nelle interviste in luoghi pericolosi e malfamati, spesso tra gli emarginati, per le sue corrispondenze da New York. Allo scoppio della I Guerra Mondiale è dapprima con gli antinterventisti, poi decide di rientrare in patria, per parteciparvi volontario nel Corpo degli Alpini, come tenente veterinario. Dopo la disfatta di Caporetto, in cui si distingue per atti di coraggio, nel 1918 ottiene la croce al merito di guerra. Dopo due anni come veterinario a Manziana (RM) decide di tornare in America nel 1921, per dedicarsi al giornalismo. Diventa corrispondente del giornale La Stampa di Torino, del Giornale di Sicilia e di altri quotidiani italiani, per cui scrive corrispondenze sull'Economia, la Società, lo Sport, la Politica americana e sulle condizioni degli emigrati italiani, sfruttati a volte dagli stessi connazionali. È il primo corrispondente italiano dagli Stati Uniti, dopo ne seguiranno altri più famosi, come Luigi Barzini senior e Giuseppe Prezzolini.
Durante la prima metà degli anni '30 firmerà spesso lunghi e dettagliati articoli riguardo all'America sulle prime pagine de La Stampa.
Amerigo Ruggiero, nel 1936, viene inviato in missione diplomatica, dal Dipartimento di Stato per gli Affari Esteri degli USA, a colloquio con Benito Mussolini, che è un suo critico ed assiduo lettore.
Amerigo Ruggiero pubblica nel 1934, per Einaudi, L'America al bivio, la cui copertina è disegnata da Carlo Leviː è un saggio sulla disastrosa crisi economica dell'ottobre 1929 che si ripercosse in tutto il mondo, a seguito del crollo di Wall Street.
Carlo Levi, inviato al confino a Grassano nel 1935, parla dei suoi rapporti con la famiglia Ruggiero, in una lettera alla madre e nelle pagine del suo Cristo si è fermato ad Eboli, pubblicato da Einaudi nel 1945, in cui descrive appunto l'incontro col "signor Orlando", nella realtà Ortensio Ruggiero, noto antifascista e fratello di Amerigo Ruggiero. Il 3 agosto 1935 Levi giunse a Grassano. Qui ritroverà il gusto dei pennelli ma soprattutto l'accoglienza offertagli dalla gente di Grassano e dal suo paesaggio. Ed ancora, rivolgendosi alla madre: 
(Carlo Levi, Cristo si è fermato a Eboli)
Nel 1937, Amerigo Ruggiero per i fratelli Treves pubblica Italiani in America, un saggio sull'emigrazione italiana, con prefazione di Piero Parini, in realtà scritta dal giornalista Mario Missiroli, inviso in quel periodo al fascismo. Amerigo Ruggiero, già prima della liberazione della Capitale avvenuta il 4 Giugno del 1944 ad opera degli alleati, collabora dagli Stati Uniti con il giornalista, pittore e critico letterario e cinematografico lucchese Mario Pannunzio direttore del giornale Risorgimento Liberale, dapprima un foglio clandestino, che riusciva a far uscire solo irregolarmente: Pannunzio finì in carcere a Regina Coeli per alcuni mesi, perché arrestato nel Dicembre 1943 dai nazisti mentre si trovava nella tipografia del giornale, situata dietro Palazzo Braschi; il giornale agli inizi del 1945 divenne organo ufficiale del Partito Liberale Italiano. Amerigo Ruggiero, nell'aprile del 1951 per Longanesi traduce Storia dell'Inghilterra di H. M. Croome e R. J. Hammond.
Alla sua morte, a dicembre 1959, è ricordato sulle pagine di Cronaca Sovversiva, un giornale anarchico fondato nel 1903.

## Pubblicazioni
- Amerigo Ruggiero, L'America al bivio, Torino, Einaudi, 1934, SBN RAV0131858.
- Amerigo Ruggiero, Italiani in America, Milano, F.lli Treves, 1937, SBN LIA0033673.